# Eugène Roosegaarde Bisschop
Eugène Roosegaarde Bisschop (Overveen, 4 maart 1916 – onbekend, 18 juli 1999) was een Nederlands pianist. 
Hij was zoon van Constant Henri Roosegaarde Bisschop, werkende bij de Nederlandsche Handel-Maatschappij, en Wilhelmina Otteline Jeanne van Son. Broer Gerard werd architectuurhistoricus. Zelf was hij drie keer getrouwd, zijn eerste vrouw Nelly Aukina Katharina van Wermeskerke overleed op 24-jarige leeftijd en was vervolgens enige tijd getrouwd met W.H. Jonker. In 1975 huwde hij Alberdina Vogel. Het echtpaar leefde in de jaren tachtig (hij was majoor buitendienst) een aantal jaren in Brantford in Canada. Hij werd begraven op de Algemene Begraafplaats Bloemendaal, in het graf van zijn vader en moeder.
Hij kreeg zijn opleiding van Theo van der Pas, Ludwig Otten, Willem Andriessen en Johan van den Boogert. Een bekend pianist werd hij niet; hij was namelijk van 1937 tot 1966 beroepsmilitair. Hij trad af en toe op als concertpianist met name rond 1970. Hij richtte Ensemble Concertino op, waarmee hij een Johan Wagenaar onderscheiding ontving.
Léon Orthel droeg zijn Otto abbozzi opus 57 uit 1971 op aan Karel Wolters (fluit), Gerrit van der Graaf (cello) en Eugene Roosegaerde Bisschop (piano).